# Стенли Корен
Стенли Корен — профессор психологии, исследователь нейропсихологии, автор книг и статей посвещенных интеллекту, умственным способностям и истории собак. Преподает психологию и занимается исследованиями в Университете Британской Колумбии в Ванкувере.

## Биография
Стенли Корен родился в Филадельфии, штат Пенсильвания в 1942 году. Он посещал курсы бакалавриата в Пенсильванском университете, позже получил докторскую степень в Стэнфордском университете. Он преподавал в аспирантуре Новой школы социальных исследований Нью-Йорка. В 1973 году перешел в Университет Британской Колумбии. Где был профессором психологии и директором Лаборатории нейропсихологии и восприятия человека до 2007 года. Сейчас Стенли Корен проводит исследования в качестве почетного профессора и адъюнкт-профессором в программе магистратуры Университета кинологических исследований Бергина.
Стенли Корен является большим поклонником собак и сделал карьеру исследуя их, благодаря чему стал известен по всему миру. Он является инструктором Ванкуверского клуба дрессировки собак по послушанию и участвовал в испытаниях и соревнованиях по всей Канаде.

### Животные Стенли Корена
В настоящее время у Стенли Корена живёт кавалер-кинг-чарльз-спаниель по имени Банши, новошотландский ретривер по имени Танцор, бигль по имени Дарби и рыжая кошка по имени Локи.

## Исследования
За свою долгую карьеру Стенли Корен написал большое количество исследовательских работ в разных областях: сенсорные процессы (зрение и слух), нейропсихология (управляемость, сон, последствия стресса, генетика поведения), обработка информации и интеллект. Он опубликовал более 400 работ в таких журналах как Science, Nature, The New England Journal of Medicine и многих других. Его исследования получили многочисленные награды, в том числе его назвали членом Королевского общества Канады.

### Сенсорные процессы
Корен начал свою исследовательскую карьеру, изучая зрение и зрительные процессы. Большая часть его ранних работ была связана с различными зрительными иллюзиями и была сделана в сотрудничестве с Джоан. С. Гиргус.

### Руки
Корен работал над леворукостью, её причинами и последствиями вместе со своими коллегами-исследователями Дайан Ф. Халперн, Клэр Порак и Аланом Сирлеманом. В частности, его исследования привели его к мысли, что леворукость может быть признаком различных психологических и физических проблем. Средства массовой информации заинтересовались этой работой, когда стали появляться данные, свидетельствующие о том, что леворукость часто связана с трудными или напряженными родами. Исследование, показывающее, что левши гораздо более восприимчивы к травмам, связанным с несчастными случаями, потому что искусственный мир и большинство механизмов и инструментов предназначены для безопасности и удобства правшей, вызвало большой интерес и освещение в прессе. Однако работа, которая вызвала наибольший ажиотаж и наибольшие противоречия, была серия исследований в сотрудничестве с Дайан Ф. Халперн, которые показали, что левши имеют более короткую продолжительность жизни, часто умирая в более молодом возрасте из-за несчастных случаев или проблем, связанных с ослабленной иммунной системой. Несмотря на то, что первоначально эти выводы вызвали много споров, а подтверждающие данные поступили из ряда других лабораторий, эти выводы стали достаточно общепринятыми, чтобы их можно было найти в базовых учебниках по психологии. Открытие возможной генетической основы леворукости предполагает, что может быть два типа левшей: естественные левши и отдельная группа, которые становятся левшами из-за родового стресса и более подвержены проблемам, связанным с иммунной системой. Корен предположил, что в дополнение к генетике и стрессу при рождении другие механизмы также могут способствовать появлению леворукости, например, гормональные факторы, как в гипотезе Гешвинда-Галабурды.

### Недосыпание
Исследования Стенли Корена о недосыпане предполагают, что он повышает шанс несчастных случаев, психических расстройств и повышение восприимчивости к болезням. Исследование показало, что даже переход с зимнего на летнее время, в результате которого теряется 1 час может привести к увеличению числа дорожно-транспортных происшествий и других несчастных случаев со смертельным исходом после изменения времени.

### Исследование поведения собак и связь между человеком и собакой
Позже в своей карьере, Корен переключился на исследование поведения собак и отношения хозяев с их собаками.
Книга «Интеллект собак» основана на опросе разосланном судьям по послушанию собак в США и Канаде, в результате которого было рассортировано 110 пород по уровню интеллекта. Книга вызвала большой ажиотаж в СМИ.
В книге «Почему мы любим собак, которых мы любим» рассматривается личность людей и то, как личность владельца предсказывает их отношения с различными породами собак. Книга основана на опросе более 6 тысяч человек, прошедших личностный тест и сообщивших о своем опыте с собаками, которых держали. Эта книга оказалась очень популярной, и некоторые приюты для собак теперь используют личностный тест Корена, чтобы определить, подходят ли потенциальные владельцы для конкретной породы собак.
Книга «Почему моя собака так себя ведет?» основана на данных тысячи собак для определения особенностей характера и личности разных пород.

## Книги
Первой книгой Корена за пределами психологии, была книга 1993 года «Синдром левши: причины и последствия леворукости»(«The Left-Hander Syndrome: the causes and consequences of left-handedness»), в которой представлены данные о серьёзных проблемах, с которыми сталкиваются левши в обществе. Следующей книгой Корена стала «Похитители сна» («Sleep Thieves»), в которой рассказывается, как недосып в современном мире отражается на здоровье и психологии.
В 1994 году после выпуска своей первой книги про собак «Интеллект Собаки» («The Intelligence of Dogs»), Корен привлек широкое общественное влияние. Книга стала международным хитом и была переведена на 18 языков, а также была переиздана 16 раз.
С тех пор Корен написал ряд других книг об интеллекте собак, способностях к обучению и мышлению собак, человеческо-собачьих связях и их значении для людей в современном обществе.

## Журналы
Стенли Корен является постоянным автором в журналах связанных с собаками и другими домашними питомцами, например: Modern Dog, AKC Family Dog, AnimalSense, Pets Magazine и других. Кроме того, он входил в состав редакторов и регулярно писал статьи в журналах Pets: Part of the Family и Puppy and Dog Basics Magazine. Он также ведет блог Canine Corner на веб-сайте Psychology Today, который был награждён медалью за лучшую серию образовательных блогов от Американской ассоциации писателей-собак в 2014 году.

## Телевидение
После большого успеха книги «Интеллект собаки», было создано шоу «Хорошая собака», траслировавшееся на канале Life Network в Канаде, а позже в Австралии и Новой Зеландии. Тема шоу — обучении семейной собаки, а также о том как читать язык тела и как проверить интеллект питомца. Также Стали Корен появлялся в программе «Притяжение животных» на Австралийской Радиовещательной Корпорации. В 2008 году он регулярно появлялся в телешоу Pet Central, на канале Pet Network в Канаде.

## Награды
Стенли Корен был назван членом Королевского общества Канады и старшим научным сотрудником Киллама. Он был избран стипендиатом Американской психологической ассоциации, Канадской психологической ассоциации и Ассоциации психологических наук. Другие награды включают Премию Канадской психиатрической ассоциации за исследования (1992 г.), Премию Роберта Э. Нокса в качестве мастера-преподавателя и он был удостоен почетной степени доктора наук Университетом Гвельфа за его научный и литературный вклад.
Его сочинения и его книги были отмечены медалью Максвелла за выдающиеся достижения от Американской ассоциации писателей про собак в 2011г и премией Общества изучения поведения животных за выдающиеся детские книги в 2007 г. Он был назван «Писателем года» по версии Международная ассоциация позитивной дрессировки собак. Его книга «Почему у собак мокрые носы» была названа Библиотечной ассоциацией Онтарио одной из 10 лучших канадских детских книг 2006 года и получила премию Red Cedar Book Award (2009) как лучшая научно-популярная детская книга. Его информационный блог Canine Corner на Веб-сайт Psychology Today был награждён медалью за выдающиеся достижения как лучшая серия образовательных блогов от Американской ассоциации писателей про собак в 2014.